# Свобода и Независимость
Свобода и Независимость, изначально полное  название — Сопротивление без войны и диверсий «Свобода и Независимость», сокращённый вариант — WiN (пол. Wolność i Niezawisłość, Ruch Oporu bez Wojny i Dywersji «Wolność i Niezawisłość», WiN/ВиН) — самая многочисленная польская подпольная антикоммунистическая гражданско-военная организация, действовавшая на территории Польши после Второй мировой войны. Просуществовала несколько лет; численность ее систематически сокращалась. Первый состав руководства был арестован уже в 1945 году, остальные c 1948 года работали под контролем органов государственной безопасности Польши.

## История
После изгнания нацистов Красной Армией к власти в Польше пришло поддерживаемые СССР правительство, контролируемое коммунистами. 7 мая 1945 года генерал Владислав Андерс, исполнявший обязанности главнокомандующего польскими силами на Западе, распустил гражданско-военную организацию «Nie », задачей которой была подпольная борьба с СССР. Для вооружённой борьбы Владислав Андерс на базе «AK-NIE» создал военную организацию «DSZ» (Делегатурa вооруженных сил). Комендантом Делегатуры вооружённых сил был назначен полковник Ян Жепецкий («Ожуг», «Презес»). Владислав Андерс создал Делегатуру вооружённых сил, чтобы вести вооружённую  борьбу против СССР и Временногo правительствa Польской Республики. 7 мая 1945 г. военно-политическое руководство ДСЗ на тайном съезде в Варшаве потребовало аннулировать решения Ялтинской конференции «большой тройки», руководители постаковского подполья обращались к Объединённым Нациям. Власти в изгнании и руководители постаковского подполья раздумывали, как убедить западных союзников начать новую мировую войну за независимость Второй Речи Посполитой, «либерум вето» польских антикоммунистов в планы «большой тройки» не входило. После формирования Делегатуры вооружённых сил организации «DSZ» подчинилось несколько десятков тысяч членов распущенной Армии Крайовой. Полного объединения постаковского подполья, однако, так и не произошло. C июня 1945 года против формирований подполья подразделения внутренних войск, польских органов государственной безопасности и НКВД действовали с привлечением регулярных частей (дивизий и полков) Войска Польского. Успешные действия Народного Войска Польского, внутренних войск, НКГБ и органов безопасности, принятый закон об амнистии привели к упадническим настроениям среди членов организации и нежеланию продолжать небезопасную подпольную жизнь особенно после сформирования на базе Временного правительства Польской Республики коалиционного правительства. В состав  правительства Польши вошли некоторые бывшие представители «лондонского правительства» С. Миколайчика включая и самого Миколайчика (коалиционное правительство :Временное правительство национального единства было сформировано 28 июня 1945 года при участии представителей СССР, США и Великобритании в соответствии с решениями глав этих государств, принятыми на конференции в Ялте в феврале 1945 г.)  Kомендант Делегатуры вооружённых сил полковник Ян Жепецкий был сторонником прекращения вооружённой борьбы особенно после того, как 5 июля 1945 года коалиционное  правительство Польши было признано США и Великобританией. Запад списал эмиграционное правительство со счетов полностью ввиду его полной непригодности для любых переговоров, а якобы « единственное законное правительство» на родину не вернулось. Стало понятно, что рассуждения о власти эмигрантского правительства носили сугубо теоретический характер. В то же время Ян Жепецкий выступал против заявления арестованного полковника Яна Мазуркевича  («Радослава»), призвавшего военнослужащих Армии Kрайовой выйти из подполья. Ян Жепецкий считал, что необходимо создать политическую структуру, объединяющую солдат и офицеров Армии Kрайовой, которая с помощью организационного и пропагандистского ресурса могла бы оказать влияние на ситуацию в стране, в том числе в ходе будущей парламентской избирательной кампании. Подпольные военно-политические структуры  самораспустились.
Делегатурa вооруженных сил прекратила своё существование 6 августа 1945 года. 14 августа Ян Жепецкий издал приказ о роспуске «Армии Крайовой» и на основе Делегатуры вооружённых сил создал и возглавил нелегальную политическую организацию «WiN» («Свобода и Независимость»). «WiN»  была создана группой 5 высших  офицеров Армии Kрайовой и Делегатуры вооружённых сил 2 сентября 1945 года.
Новая организация активно использовала кадры «AK» и  Делегатуры вооружённых сил, её структуры, финансы, технические средства и каналы связи с Лондоном.  2 октября на тайном съезде комендантов обшаров DSZ Ян Жепецкий был избран председателем главного исполнительного комитета «WiN». Изменилась и структура организации. В организации «ВИН» три отдела, соответственно её основным задачам:
а) Пропаганда (издание газет, листовок и устная агитация).
б) Разведка (сбор военной, политической и экономической информации и передача этих материалов в Лондон).
в) Контрразведка (охрана подполья от репрессий со стороны органов общественной безопасности).
Структура руководящих звеньев «ВИН»:
1. Главный исполнительный комитет «ВИН».
2. Исполнительные комитеты трех обшаров (обшар объединяет несколько воеводств).
3. Исполнительные комитеты в воеводствах.
4. Комитеты в уездах.
«ВИН» поддерживало — по радио и через курьеров — связь с эмигрантским правительством Польши и штабом Верховного Главнокомандующего. 
В уставе «ВиН» говорилось: «целью объединения являются завоевание и воплощение в жизнь в Польше принципов демократии в западноевропейском понимании этого слова». Организация поддержала Польскую народную партию, в которую вступило много   членов и сторонников «ВиН».
Первоначальной её целью была политическая борьба с польскими коммунистическими силами и предотвращение их прихода к власти. Несмотря на заявленный гражданский характер некоторыми членами организации предполагалась также и вооружённая борьба. Несмотря на то, что летом и осенью 1945 г. в руководстве постаковского подполья возобладала переориентация с военных на политические методы борьбы, в некоторых регионах страны деятельность партизанских отрядов продолжалась, тем более, что не все политические и вооруженные подпольные структуры подчинялись вышеназванному руководящему центру.  На практике полевые командиры WiN часто не подчинялись указаниям руководящих органов организации. В организации были вооружённые отряды (наиболее большие партизанские соединения насчитывали максимально до несколько сот человек) и Боевые группы  действовавшие в подпольных условиях главным образом в восточных районах Польши. Летом и осенью 1945 года некоторые вооружённые отряды и члены организации последовли призыву полковника Яна Мазуркевича выйти из подполья. Главным источником дохода организации после 1945 года была реквизиция государственного, кооперативного и частного имущества. С декабря 1945 года организация находилась в тайном контакте с Миколайчиком.  С 1946 года  руководство «Свободы и Независимости» стало подчиняться Польскому правительству в изгнании и верховному главнокомандующему польских вооружённых сил, находившемуся в Великобритании. С 1946 года ВиН сократил свою поддержку  ПНП, и подчинился польским властям в изгнании, а также, предвидя скорое начало новой мировой войны, признал приоритет вооруженной борьбы за восстановление независимости Польши. В распространенном в 1946 году документе под названием «Борьба за польскую душу» ВиН уже рассматривал два варианта развития ситуации в Польше: первый - в условиях мирного формирования международных отношений; второй - в условиях новой, Третьей мировой войны. В реализацию первого варианта ВиН не верил и считал его крайне неблагоприятным с точки зрения стремления Польши к независимости . Холодная война, по мнению деятелей «Свободы и Независимости», должна была повлечь за собой глобальный конфликт с применением ядерного оружия против СССР. Изначально организационная структура «Свободы и Независимости» делилась на 3 зоны/обшары: Западная зона с центром в Познани, Центральная зона с центром в Варшаве и Южная с центром в Кракове. В 1946 году произошла структурная реорганизация, после которой временно осталось  только две зоны — Центральная и Южная. Партизанские отряды и Боевые группы «Свободы и Независимости», придерживаясь тактики террора, нападали на работников органов безопасности, коммунистов, членов Гражданской милиции, Добровольного резерва гражданской милиции и ликвидировали активистов, сотрудничавших с польскими коммунистическими властями.
Политическое отделение «Свобода и Независимость» выступала за вывод советских войск с территории Польши, отрицала новые границы Польши, которые были установлены после Ялтинской конференции. Организация призывала создать польскую армию, независимую от коммунистического влияния, выступала против национализации промышленных предприятий и проведения земельных реформ.
В январе 1947 года организация агитировала польское население бойкотировать выборы в  Законодательный Сейм и призвала западные страны вмешаться в политическую ситуацию в Польше. Надежды на вмешательство западных держав не оправдались. Сторонники сопротивления верили в близкую перспективу третьей мировой войны, проводили диверсии, саботаж и террористические акты. Несмотря на запрет руководящих органов WiN (полковника Яна Жепецкого) округ Люблин  в 1945 году вступил в переговоры с УПА. В 1946 году вооружённые отряды «Свободы и Независимости» провели совместно с отрядами УПА несколько вооружённых акций на востоке Польши, самой известной из которых было нападение 28 мая 1946 года на Грубешов. Участники организаций  распространяли  слухи о якобы скорой войне СССР с Америкой и другими капиталистическими странами и гибели в этой войне Советского Союза. Подпольщики и та часть польского населения, которая поддерживала антикоммунистическое подполье, ожидали скорого прибытия армии Андерса, однако генерал  Андерс не  появился.
«Свобода и Независимость» в обмен на собранную секретную информацию материально поддерживалась американской ЦРУ и английской Секретной разведывательной службой. До 1953 года западные разведывательные службы различным образом активно сотрудничали с WiN. ЦРУ неоднократно командировало в Польшу американских агентов для инспекции организации WiN. Американские и английские разведки в рамках предполагаемой будущей войны с СССР разработали для WiN «План Вулкан», планируя использовать организацию для саботажа и диверсий. С 1948 по 1952 год в Польшу для осуществления подрывной работы было переправлено 17 радиостанций, около миллиона долларов и несколько сот килограммов золота. Был также разработан «План Х», который предусматривал подпольную деятельность WiN в будущих военных условиях. Польская контрразведка провела ряд действий, завербовав нескольких офицеров АК и WIN и организовав в 1948 году фиктивное V управление WiN, взяв тем самым контроль над организацией. В 1948—1952 годах польская контрразведка провела обширную дезинформационную игру с западными разведками, поддерживая с ними радиосвязь, посылая и принимая эмиссаров. ЦРУ высоко оценивало деятельность этих структур — по данным, озвученным шефом подразделения тайных операций Франком Виснером. На операции по поддержке созданных офицерами  госбезопасности  структур выделялись значительные средства из бюджета ЦРУ. В декабре 1952 года на польском радио в двухчасовой передаче рассказали об этой операции.  Участвовавшие в передаче «подпольщики» рассказали о том, что в органы госбезопасности в 1952 году явились И. Ковальский и С. Сепко, которые в 1948 году были членами руководящего состава «ВиН». Они добровольно сдали различную секретную документацию (переписку, шифроблокноты, инструкции), радиостанции, оружие и один миллион долларов, полученный от разведок англосаксонских стран. Также они подробно рассказали о плане «Вулкан», согласно которому «ВиН» должна была «организовать, обучить и подготовить оперативный подпольный состав в таком количестве, чтобы он был в состоянии обеспечить эффективный шпионаж и диверсии, а также сделать невозможным использование железных и шоссейных дорог Польши во время войны». Далее в плане указывалось, что ЦРУ обязывалось подготовить высококвалифицированную группу американцев польского происхождения, которые будут переброшены на территорию Польши для диверсионной работы. К плану был приложен подробный перечень промышленных предприятий и других объектов на территории страны, которые подлежали уничтожению. Ликвидация  WiN спровоцировало «Дело Берга» — была обнародована деятельность польских эмигрантских политических сил с представителями ЦРУ и хищения денег. Для эмиграции это сообщение стало потрясением. «Дело Берга» привело к расколу среди польских эмигрантских антисоветских сил. Польский премьер в эмиграции Станислав Мацкевич написал статью «О торговле смертью», в которой обвинил сотрудничавших с западными разведками эмигрантов в личной материальной выгоде.

## Президенты «Свободы и Независимости»
- полковник Ян Жепецкий — с 2.09.1945 по 5.11.1945 (арестован);
- полковник Ян Щурек-Церговский — с 23.11.1945 (в тот же день арестован);
- полковник Францишек Непокульчицкий — с ноября 1945 по 18.10.1946 (арестован);
- подполковник Винценты Квечинский — с октября 1946 по 5.01.1947 (арестован);
- подполковник Лукаш Чеплинский — с января 1947 по 27.11.1947 (арестован);

- Ян Жепецкий
- Францишек Непокульчицкий
- Лукаш Чеплинский

## Преследования
Министерство общественной безопасности с самого начала существования «Свободы и Независимости» постоянно пыталось ликвидировать организацию. В 1945 году были арестован Первый президент WiN полковник Ян Жепецкий, все командиры зон. В октябре 1946 года был арестован третий  президент организации полковник Францишек Непокульчицкий. Бесперспективность боев, отказ от активной вооружённой борьбы , масштабные аресты, утрата многих баз и известных командиров, сокращение социальной базы и успешные действия внутренних войск, Войска Польского и органов безопасности привели к упадническим настроениям среди членов организации и нежеланию продолжать небезопасную подпольную жизнь. Поражение Миколайчикa ещё более ухудшило настроение в рядах ВиН. Создатель организации WiN полковник Ян Жепецкий через Польское радио  призвал членов «Свободы и Независимости» принять объявленную в 1947 году государственную амнистию. Только в течение 1947 года амнистией воспользовались 12 тысяч членов организации, часть самораспустилась. Эта дата знаменует закат «Свободы и Независимости», хотя отдельные подпольные ячейки, вооружённые  отряды и организации WiN ещё некоторое время действовали. Отряды и организации «лесных» были полны засланной агентуры; осажденные и отчаявшиеся, они часто дегенерировали и вырождались в криминальные  банды.
Министерством общественной безопасности была разработана и проведена оперативная игра. С 1948 года организация находилась под контролем органов безопасности Народной Польши. Деятельность «Свободы и Независимости» была полностью ликвидирована в декабре 1952 года, арестовано 139 человек. Война антисоветского и антикоммунистического вооружённого подполья закончилась поражением. Расчет на разгром в новой войне Советского Союза оказался ошибкой. Последний скрывавшийся вооружённый член WiN-одиночка был убит во время перестрелки c Моторизованной поддержкой гражданской милиции (ZOMO) в 1963 году.

## Память
- 1 марта 1951 года в варшавской тюрьме Мокотув по приговору суда  были расстреляны 7 членов рукoводства организации. День их казни по инициативе президента Института национальной памяти Януша Куртыки стал польским национальным Днём памяти «про́клятых солдат» [6], апофеоз ВиН и антикоммунистического подполья осуществляется в рамках государственной исторической политики .